# Szymon Bykowski
Szymon Bykowski herbu Gryf – marszałek powiatu latyczowskiego, chorąży zwinogrodzki w latach 1790–1793, stolnik winnicki w 1789 roku, poseł bracławski, wojski bracławski w 1768 roku, rotmistrz powiatu bracławskiego w konfederacji barskiej w 1768 roku.
Był elektorem Stanisława Augusta Poniatowskiego z województwa bracławskiego.